# Rawana Hulu
Rawana Hulu – wieś (desa) w kecamatanie Candi Laras Utara, w kabupatenie Tapin w prowincji Borneo Południowe w Indonezji.
Miejscowość ta leży we wschodniej części kecamatanu.